# Pseudanthias luzonensis
Pseudanthias luzonensis es una especie de peces de la familia Serranidae en el orden de los Perciformes.

## Morfología
• Los machos pueden llegar alcanzar los 14,5 cm de longitud total.

## Hábitat
Es un pez  de mar de clima tropical y asociado a los  arrecifes de coral que vive entre 10-60 m de profundidad.

## Distribución geográfica
Se encuentra en Taiwán,  Filipinas,  Indonesia y el norte de la Gran Barrera de Coral